# 佐久間信栄
佐久間 信栄（さくま のぶひで）は、安土桃山時代から江戸時代前期にかけての武将。佐久間信盛の長男。剃髪後は不干斎と号した。諱は正勝（まさかつ）とも伝えられるが、信頼できる史料は信栄としている。

## 生涯
織田氏の重臣・佐久間信盛の長男として生まれ、父と共に各地を転戦、伊勢国大河内城攻略戦、対六角氏戦や野田・福島の戦いなどで父と共に戦功をあげ、天正4年（1576年）の石山合戦では天王寺城の守備を任されている。
塙直政の戦死によって父が石山本願寺攻めの指揮官になるとこれを補佐し、並行して畿内各地に援軍として出兵するが、石山合戦では一向に結果が出せなかった。業を煮やした織田信長が天正8年（1580年）に朝廷を動かして本願寺と和睦すると、19か条にわたる譴責状を突きつけられ、父共々高野山に入った。譴責状では「甚九郎覚悟の条々　書き並べ候えば　筆にも墨にも述べがたき事（信栄の罪状を書き並べればきりがない）」と酷評されているが、茶器の収集や茶会の出席などに精を出し、茶の湯三昧の日々を送っていたことは事実らしい。後に高野山から追われ、熊野に落ちたとも伝わる。
父の死後、天正10年（1582年）1月に赦免されて信長の嫡男・信忠に仕え、本能寺の変後は信忠の弟・信雄に仕えた。蟹江城主になった。賤ケ岳の戦いのあとは峯城も任される。小牧・長久手の戦いでは信雄方として、伊賀・伊勢の戦線で羽柴方と交戦して、これを苦しめるなど重きをなしていた。大野城を築いて家臣の山口重政に守らせる。信雄の命令で北伊勢の萱生城の普請と守備を担うことになった。そこで蟹江城は叔父の佐久間信辰、前田種定に守備を任せた。しかし、前田種定が滝川一益の従兄弟であることから内通してしまう（蟹江城合戦）。また正勝の配下で下市場城主の前田治利（種定の弟）、前田城の城主前田長種（種利の子）も行動を共にした。佐久間信辰は、ただちに薪を積み上げさせ、正勝の妻子を刺し殺し、自分も城に火を放って自殺しようとした。しかし、これでは城が拠点として機能させるのに困難になると一益は、信辰を城から退去させようと考えた。そこで本城にいる人々の身命を保証し、彼らに退去を促した。そのため一益は、前田種定の次男を人質として本城に送った。信辰はこれを受け入れ、正勝の妻子とともに、蟹江城を退去したという（『寛永伝』他）。信雄・家康軍はただちに奪回。前田治利は、山口重政の家来竹内喜八郎に討ち取られた。これが事実上最後の従軍で、これ以降は76歳で死去するまで合戦に従軍したという記録はない。
信雄と秀吉の和睦交渉は、9月7日にいったん決裂した。その理由の一つが、和睦条件に、正勝の切腹があったためだという。信雄は忠臣の切腹に同意できなかったため和睦は流れてしまったという。そのため正勝は剃髪して不干斎と号して、三河笹原（豊明市）に隠棲したというが（『寛永伝』他）、事実かどうかは確認できない。ただ、正勝は、弟の道徳・兵衛介が京都で謀叛を企てたり（佐久間道徳謀叛事件）、紀州の雑賀・根来衆や保田安政らの調略を自ら実施するなど、秀吉からの恨みが格別であったことから、事実の可能性はあるだろう。
信雄が改易されると茶人として豊臣秀吉に召抱えられ、朝鮮出兵では鉄砲の製造を担当、大坂の陣後は徳川秀忠に御咄衆として武蔵国児玉郡、横見郡に3,000石を与えられた。
寛永8年（1632年）、江戸で死去した。
2男7女のうち息子2人に先立たれていたため、弟・信実と同族の佐久間安政（柴田勝重とも）の次男・信勝と従弟・信重を養子に迎えた。信実は信栄に先立って亡くなり、信勝も子供のないまま亡くなり1代で断絶したが、信重の子孫と信実の遺児・盛郎の子孫は旗本として存続した。
細川家に再仕官した旧臣の久野次郎左衛門あての不干斎書状2通が現存している。